# ザ・シックスティーン
ザ・シックスティーン（The Sixteen）は、古楽、宗教曲を演奏するイギリスの合唱団である。1977年に設立され、指揮者はハリー・クリストファーズ（1953年-）であり、その名の通り、16人のメンバーを中心とする。
初期にはイギリスやイベリア半島の多声音楽に力を入れていたが、独立の合奏オーケストラを持つようになり、“The Symphony of Harmony and Invention”と称す。ヘンデルなどの合唱音楽の演奏も行うようになった。2001年にCoroというレーベルを設立している。